# Encarnado
Encarnado (do Francês Incarnat) é um nome de um grupo de cores localizado entre o rosa e o laranja-vermelho franco. Em Portugal e no Nordeste Oriental, encarnado é usado como sinônimo de vermelho.
A obra L’Instruction générale sur la teinture des laines  (A "Instrução Geral sobre o tingimento de lãs") de 1671, utilizada por profissionais da Manufatura dos Gobelins e da Savonnerie, prescreve métodos para a produção de um "Encarnado de garance". No século XIX, Michel-Eugène Chevreul, químico e diretor destes estabelecimentos, encarregou-se de identificar as cores entre elas e em relação às faixas de Fraunhofer. Ele cita o encarnado como uma cor que está "entre vermelho 3 e vermelho alaranjado 5 inclusive de 6 a 10 ton".
|       | vermelho | vermelho | vermelho | vermelho-laranja | vermelho-laranja | vermelho-laranja | vermelho-laranja | vermelho-laranja | vermelho-laranja |
|       | 3        | 4        | 5        | 0                | 1                | 2                | 3                | 4                | 5                |
| 6     |          |          |          |                  |                  |                  |                  |                  |                  |
| 8 ton |          |          |          |                  |                  |                  |                  |                  |                  |
| 10    |          |          |          |                  |                  |                  |                  |                  |                  |

A estas incarnats de garance, deve-se acrescentar o incarnat de cochenille (Carmesim), o incarnat rose e o incarnadin, cores "derivadas de ácido carmínico"  assim como os tons "Encarnado Carmesim", "Encarnado" propriamente e "Encarnadim da Holanda", "mais frescos e menos reduzidos que os tons de mesmo nome derivados do vermelho amadeirado". O Répertoire de couleurs ("Diretório das Cores") da Sociedade dos Crisântemos, publicado em 1905, indica quatro tons para cada uma das tonalidades encarnadas, "Encarnado Rosa",  Encarnado salmão e Encarnado propriamemente. 

## Usos

### Mármore Carmesim
«Incarnat» ambém denota certas variedades de mármore de cor rosa-avermelhada atravessadas por veias mais pálidas. O mais famoso é o Marbre de Caunes-Minervois, usado por exemplo no Grand Trianon de Versalhes.

### Futebol
O estatuto do Fluminense FC também define o encarnado como uma das cores do clube, chegando a defini-lo como "- 50% de ciano (azul ciano) - 90% de magenta (vermelho púrpura) - 80% de amarelo - 20% de preto", citando como referência a Escala Europa, e como 5R 2/8, de acordo com o Atlas de Munsell.
Usualmente, o próprio clube utiliza o grená em sua camisa, sendo o grená, ao invés do encarnado, ou por vezes no passado o vermelho, com o encarnado descrito entre as três cores oficiais do clube.
Outro clube que adota o encarnado como cor oficial é o Benfica, juntamente com o branco, além da alcunha de Encarnados.
Outro clube brasileiro que adota o encarnado é o Sport Club do Recife, que em seu estatuto diz: "As cores oficiais do Sport Club do Recife serão, sempre, preto e encarnado, usadas em conjunto, em uniformes, escudos, distintivos, flâmulas, bandeiras etc."